# Lacey (Once Upon a Time)
«Lacey» es el décimo noveno episodio de la segunda temporada de la serie de televisión estadounidense de fantasía y drama Once Upon a Time. El episodio se transmitió originalmente en los Estados Unidos el 21 de abril de 2013, mientras que en América Latina el episodio debutó el 30 de mayo de 2013.
En este episodio el Sr. Gold decide animarse a ayudar a Bella a recuperar sus recuerdos, pero en su lugar se ve obligado a enfrentarse al alter ego de la maldición de su amada: Lacey. Por otra parte Regina se siente amenazada al enterarse de que el padre biológico de Henry esta en la ciudad y en medio de sus propias sospechas termina encontrando los frijoles mágicos de Anton.

## Argumento

### En el pasado del Bosque Encantado
Rumplestiltskin y Bella comienzan una pequeña pelea en una de las tantas noches en que la princesa no para de lamentarse por haber perdido a toda su familia por el contrato que los une. Durante la discusión un ladrón se escabulle en el castillo del poderoso mago con el fin de robar una varita mágica. A pesar de que el arco con el que el ladrón dispara flechas nunca falla su objetivo, Rumplestiltskin finalmente termina capturándolo.
Bella creyendo firmemente que el hombre tiene buenas intenciones con la varita, decide liberar al ladrón en el nombre de la misericordia y como una clara rebelión en contra de su amo. A pesar de lo molesto que se pone el mago al enterarse de las acciones de su sirvienta, este decide buscarlo y obliga a Bella acompañarlo como castigo de su desobediencia.
Durante la búsqueda, Rumplestiltskin se topa con el sheriff del bosque, quien demanda como pago pasar unos momentos con Bella a cambio de información. Sin embargo el mago decide usar sus poderes para robarle momentáneamente la lengua al Sheriff y obligarlo a revelarle todo lo que sabe sobre el ladrón. El sheriff revela que la última vez que se le vio fue en el bosque Sherwood y que su nombre es Robin Hood.
Con la información necesaria, Rumplestiltskin rastrea a Robin Hood en su escondite donde a pesar de contemplar de que el hombre usa la varita para salvar a la mujer embarazada con la que huyó y de los ruegos de Bella, aun así se dispone a acabar con la vida de su autoproclamado enemigo. No obstante en el último momento Rumplestiltskin decide errar a propósito en el tiro para y retirarse a su castillo junto a Bella, perdonándole la vida a Robin Hood.
Más tarde Rumplestiltskin le muestra su biblioteca personal a Bella, ocasionando que la princesa se percate de que en el fondo, el oscuro tiene bondad y puede ser una buena persona de nuevo.

### En Storybrooke
Regina se entera por parte del Sr. Gold de que el padre de Henry es Neal Cassidy/Bealfire, y por lo tanto es nieto del hombre mágico. Al escuchar eso, la villana se siente amenazada de perder a su hijo adoptivo y para vengarse de la indiferencia con la que el Sr. Gold presenta en esa situación. Regina decide despertar el alter ego maldito de Bella.
Más tarde Regina confronta a Emma por haberle ocultado la presencia del padre de Henry, sin embargo se percata de que la salvadora le oculta algo. y al anochecer Regina sigue el rastro dejado por la camioneta de los enanos. Un camino que la lleva hasta el lugar donde están cosechados todos los frijoles mágicos.
Tras enterarse de lo ocurrido con su amada, el Sr. Gold decide recurrir a la ayuda de David Nolan para enamorar de nuevo a Bella quien ahora está convertida en Lacey, una chica reventada y atrevida que usa ropa ajustada y reveladora. Durante la cita, Gold se emociona por escuchar a Lacey decir algo que Bella solía decir bastante y lo que la definía. Sin embargo "Lacey" se aburre de la cita y se escapa para terminar saliendo con Keith, el alter ego de Sheriff de Nottingham.
En respuesta a eso, Gold decide atacar a Keith cuando cree que los dos están solos. Poco después Lacey sale de su escondite mostrándose alegre y satisfecha de comprobar que su cita si es tan oscuro y malévolo como todos en el pueblo pensaban.
En otra parte de Storybrooke, Owen Flynn/Greg Mendell se reúne con su amante Tamara para ver el "paquete" que los ayudara a encontrar al Sr. Flynn: el capitán Garfio.

## Recepción

### Índices de audiencia
El episodio mantuvo gran parte de la audiencia del anterior intacta, con un 2.1/6 entre espectadores de 18-49 con 7.37 millones de espectadores sintonizándolo.

### Reseñas
Hilary Busis de Entertainment Weekly tenía cosas buenas que decir sobre este episodio pero notó que "los fans de Rumpbelle estuvieron bien con este; otros se habrán sentido decepcionados con 'Lacey', especialmente porque se emitió después de varias semanas desde el último Once".
Oliver Sava de A.V. Club le dio al episodio una "C+": "Bienvenidos otra vez a Storybrooke, donde cualquiera es malo o tonto. Este show ciertamente ama su statu quo, y tras empujar a personajes fuera de su zona de comfort con sólidos resultados en la temporada, 'Lacey' regresa con muchos de esos elementos solo para terminar creando algunos conflictos antes del final".